# Klais (Krün)

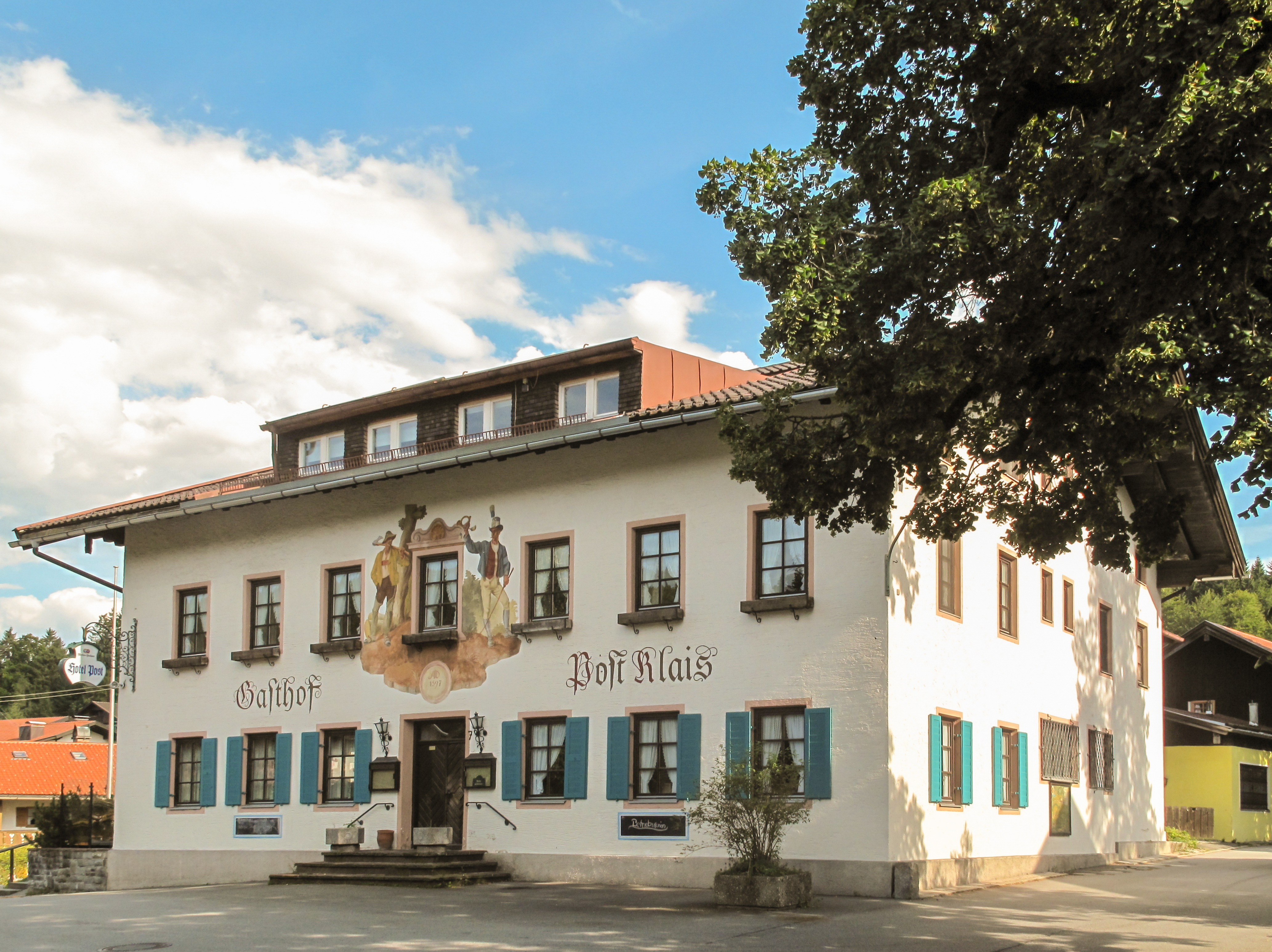
Ehemaliger Gasthof

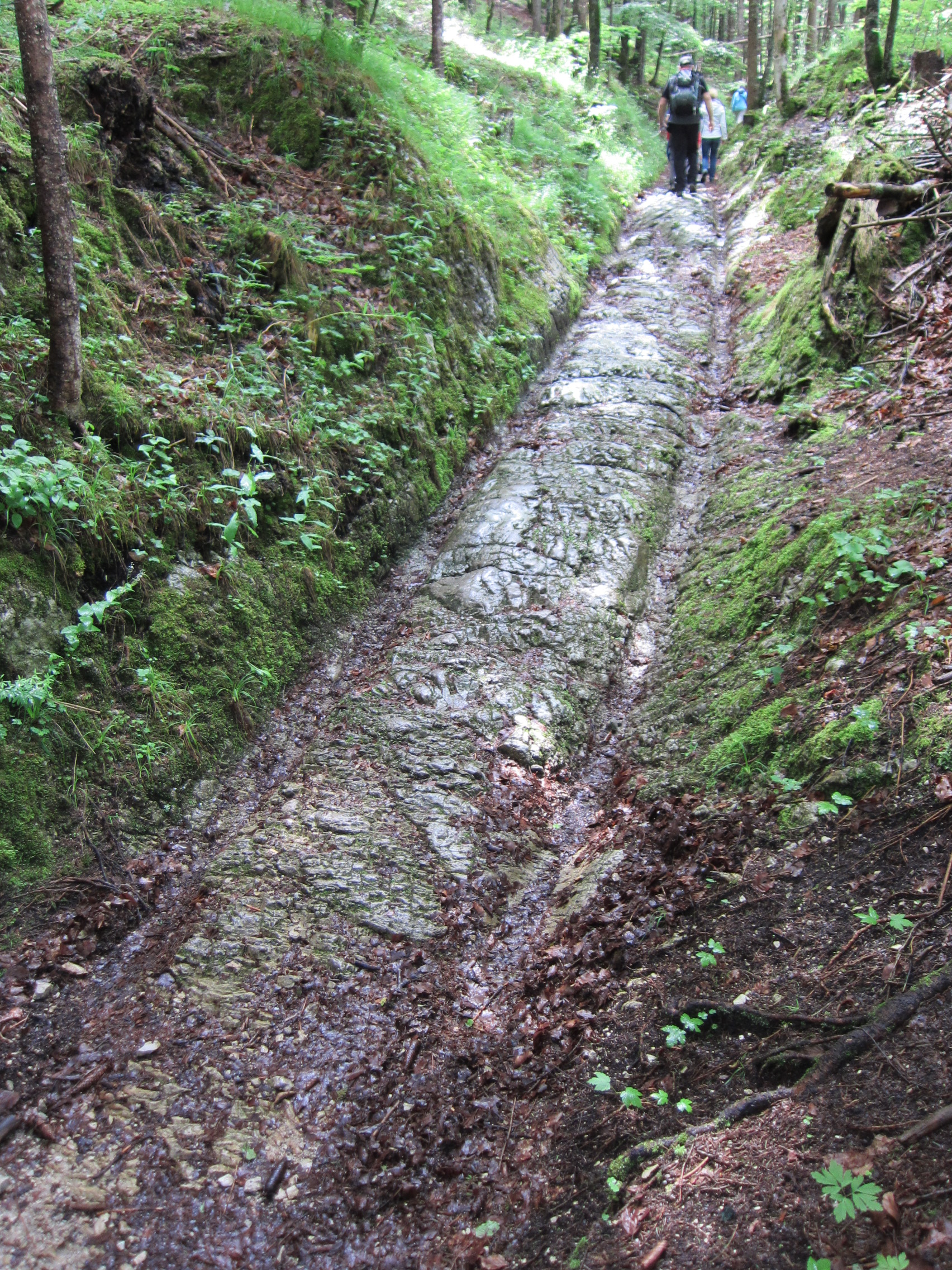
Reste der Römerstraße

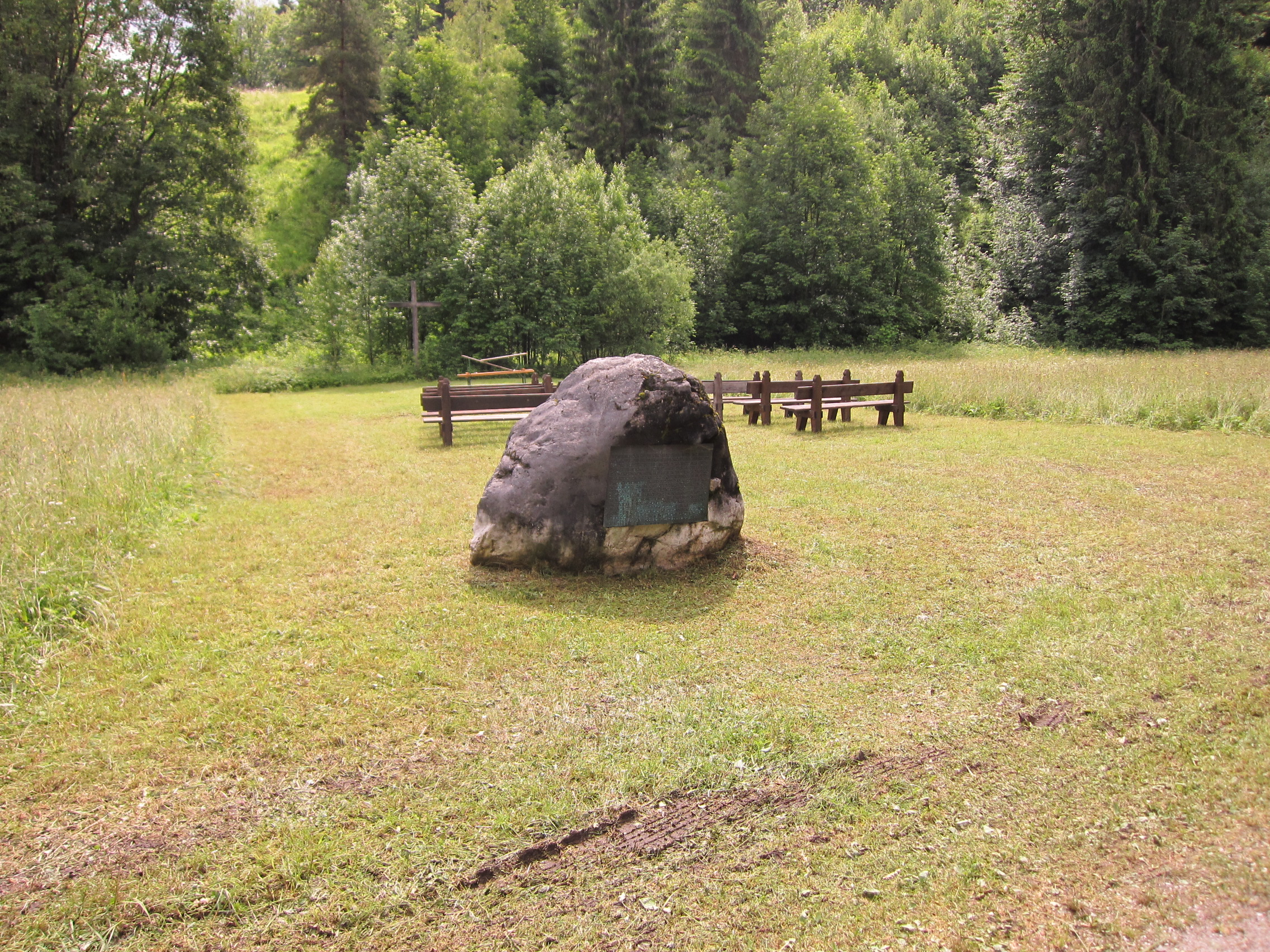
Platz des ehemaligen Klosters Scharnitz

Klais ist ein Ortsteil der Gemeinde Krün im Landkreis Garmisch-Partenkirchen in Oberbayern. 

## Geografie
Der Ort liegt am Eingang (Mautstraße) zum Elmauer Hochtal mit Schloss Kranzbach und Schloss Elmau. Hier ist die Pforte zum Wettersteingebirge mit dem bekannten Jagdschloss König Ludwigs II. am Schachen.

## Geschichte
Klais ist der älteste Ort mit urkundlicher Erwähnung im Werdenfelser Land. Diese ist in Form einer Gründungsurkunde des Benediktinerklosters Scharnitz in Klais im Jahre 763 vorhanden.
1972 wurden bei Ausgrabungen Reste eines 1.200 Jahre alten Gründungsklosters der Benediktiner zu Tage gefördert, was Experten als „bemerkenswert“ bezeichneten. Zusätzlich legte man Teile der Römerstraße Via Raetia von Verona nach Augsburg frei, deren beeindruckende Radspuren noch heute im „Römerweg“ am östlichen Ortsrand zu sehen sind. Von dieser „Geleisestrecke“ könnte Klais seinen Namen haben.
Vielleicht bezog Klais seinen Namen auch von der oben erwähnten Benediktinergründung, denn Kloster hieß damals Clausura, also Klausur, und daraus könnte dann Klais geworden sein. Diese „Kloster-Scharnitz-Zeit“ dauerte jedoch nur zwei Jahrzehnte, dann fiel der Komplex einem geschichtlich erwiesenen Großbrand zum Opfer und Klais verfiel zu einer Einöde.
Erst 1912 erwachte Klais zu neuem Leben durch den Bau der neuen Bahnlinie Garmisch-Mittenwald-Innsbruck. Eine vorgeschlagene Trassenführung nahe bei Krün wurde von dortigen Bauern mit der Begründung abgelehnt, sie ließen sich ihre Felder und die Arbeit als Flößer nicht wegnehmen. Durch die Bahnlinie wurden das Wirtschaftsleben und der Fremdenverkehr gefördert. Bis dahin bestand der Ort Klais nur aus der Post- und Tavernenstation (Gasthof Post), der inzwischen zur Postkartenberühmtheit gelangten Kapelle, dem Bauernhaus und dem abseits gelegenen Forsthaus.
Mit der Eisenbahn setzte ein reger Holzhandel ein und der Ort wurde zum Umschlagplatz der gesamten Holzwirtschaft von Hinterriß bis Scharnitz. Ein zusätzliches Sägewerk sicherte für damalige Verhältnisse dem ganzen Hinterland Arbeitsplätze.
Zögernd kamen die ersten Urlauber, darunter als erster Gast der Zeitungsverleger Knorr-Hirth der „Münchner neuesten Nachrichten“. Noch war man zu sehr mit dem Holzhandel beschäftigt, um sich auf diesen neuen Erwerbszweig konzentrieren zu können. Erst ab 1930 entstanden die ersten Privathäuser mit Pensionen.

## Bodendenkmäler
Siehe: Liste der Bodendenkmäler in Krün

## Verkehr

Bahnhof Klais

### Straßenverkehr
Klais liegt an der Bundesstraße 2 zwischen Garmisch-Partenkirchen in westlicher und der Marktgemeinde Krün in östlicher Richtung. Über die Staatsstraße 2542 ist Mittenwald erreichbar. Des Weiteren ist das Schloss Elmau über eine mautpflichtige Straße erreichbar.

### Schienenverkehr
Durch Klais führt die Mittenwaldbahn, mit der Verbindungen nach Innsbruck sowie über Garmisch-Partenkirchen nach München bestehen. Der Bahnhof Klais ist mit 933 Metern der höchste bayerische Bahnhof an einer Normalspurstrecke. Bis 2007 hielten hier noch planmäßig Intercity-Züge. Klais zählt zu den höchstgelegenen Stationen Deutschlands, hier wies eine Aufschrift am Bahnhofsgebäude stolz auf seine Eigenschaft als höchster Intercity-Bahnhof Deutschlands hin. Die heutige Aufschrift erwähnt keine Zuggattung mehr, sondern nennt nur die Höhe über dem Meeresspiegel.
Der Bahnhof wurde 2011 komplett saniert. Im Jahr 2015, anlässlich des G7-Gipfels in Elmau, wurden die zwei Bahnsteige barrierefrei ausgebaut. Am 10. August 2015 hatte der Fahrkartenschalter in Klais den letzten Öffnungstag, seitdem gibt es nur noch Fahrkartenautomaten vor Ort. Das nächste Reisezentrum befindet sich in Garmisch-Partenkirchen. Die Fahrt mit dem Zug dorthin dauert etwa 13 Minuten. Es besteht (Stand Jahresfahrplan 2020) ein stündliches Angebot mit Regionalbahnen zwischen Mittenwald und München; in der Hauptverkehrszeit und an den Wochenenden verkehren zusätzliche Züge. Nach Innsbruck besteht ein zweistündliches Angebot, ergänzt um Verbindungen an Wochenenden und in der werktäglichen Hauptverkehrszeit.
Der Bahnhof Klais ist der einzige Bahnhof der Gemeinde Krün, somit hat er eine große Bedeutung für die Urlaubsregion um Krün, Wallgau und Elmau. Im Winter nutzen Wochenendausflügler den Bahnhof als Ausgangspunkt ihres Skilanglaufes; die gespurten Loipen befinden sich in unmittelbarer Nähe des Bahnhofes.

Klais, Ortsansicht von Nordwest
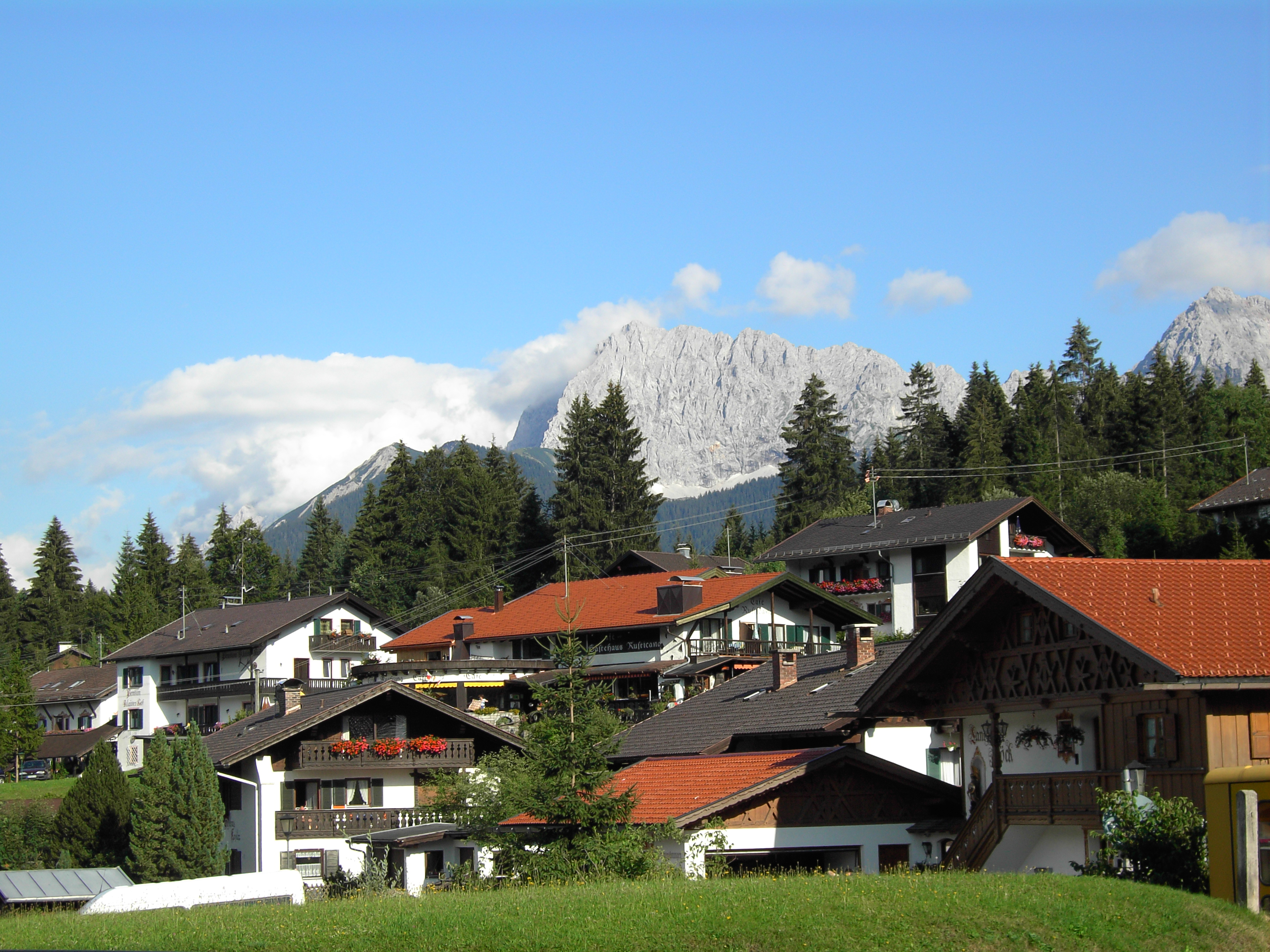
Klais, südöstliche Siedlungshäuser (im Hintergrund das Karwendelgebirge)
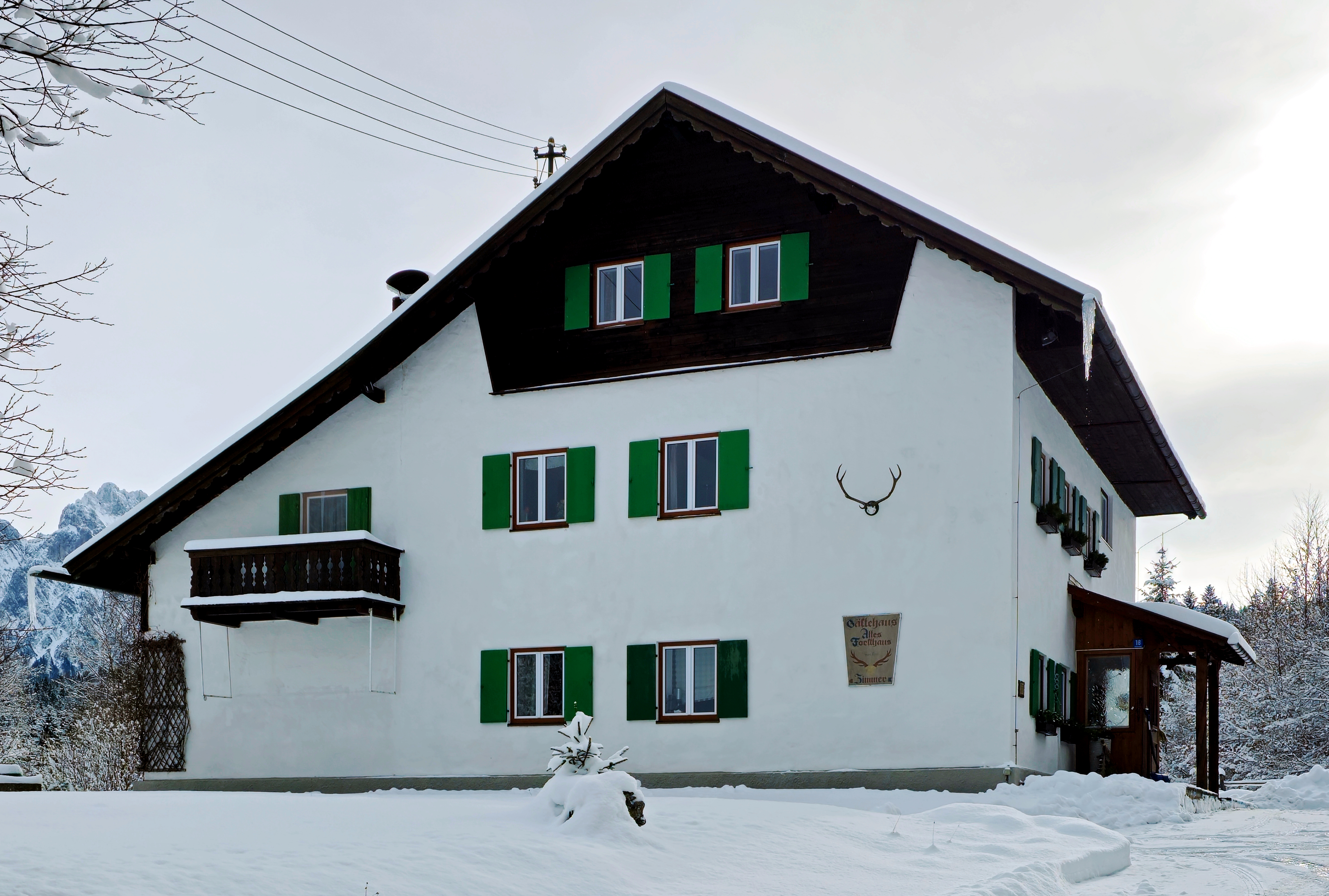
Altes Forsthaus Klais, heute Gästehaus
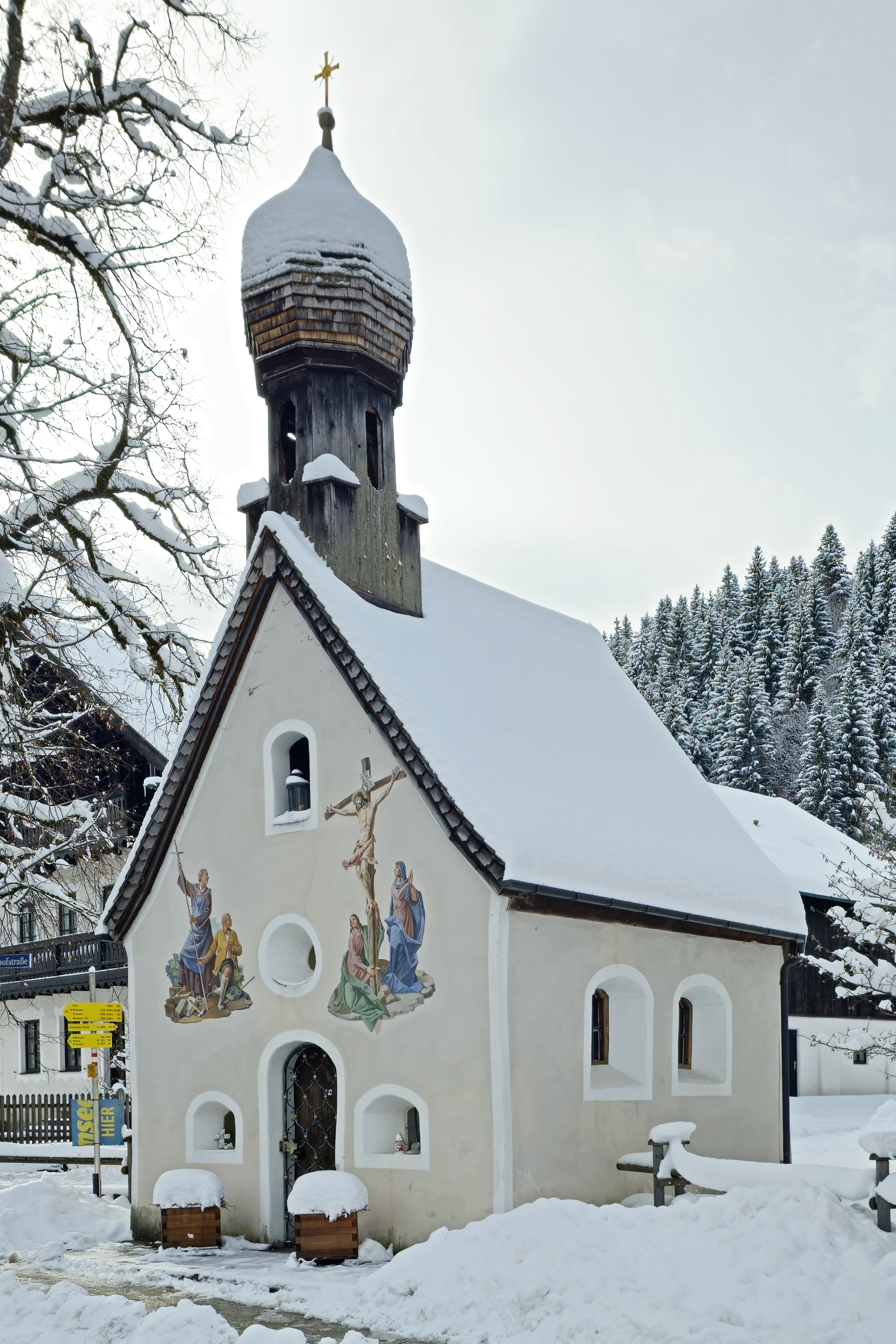
Kapelle
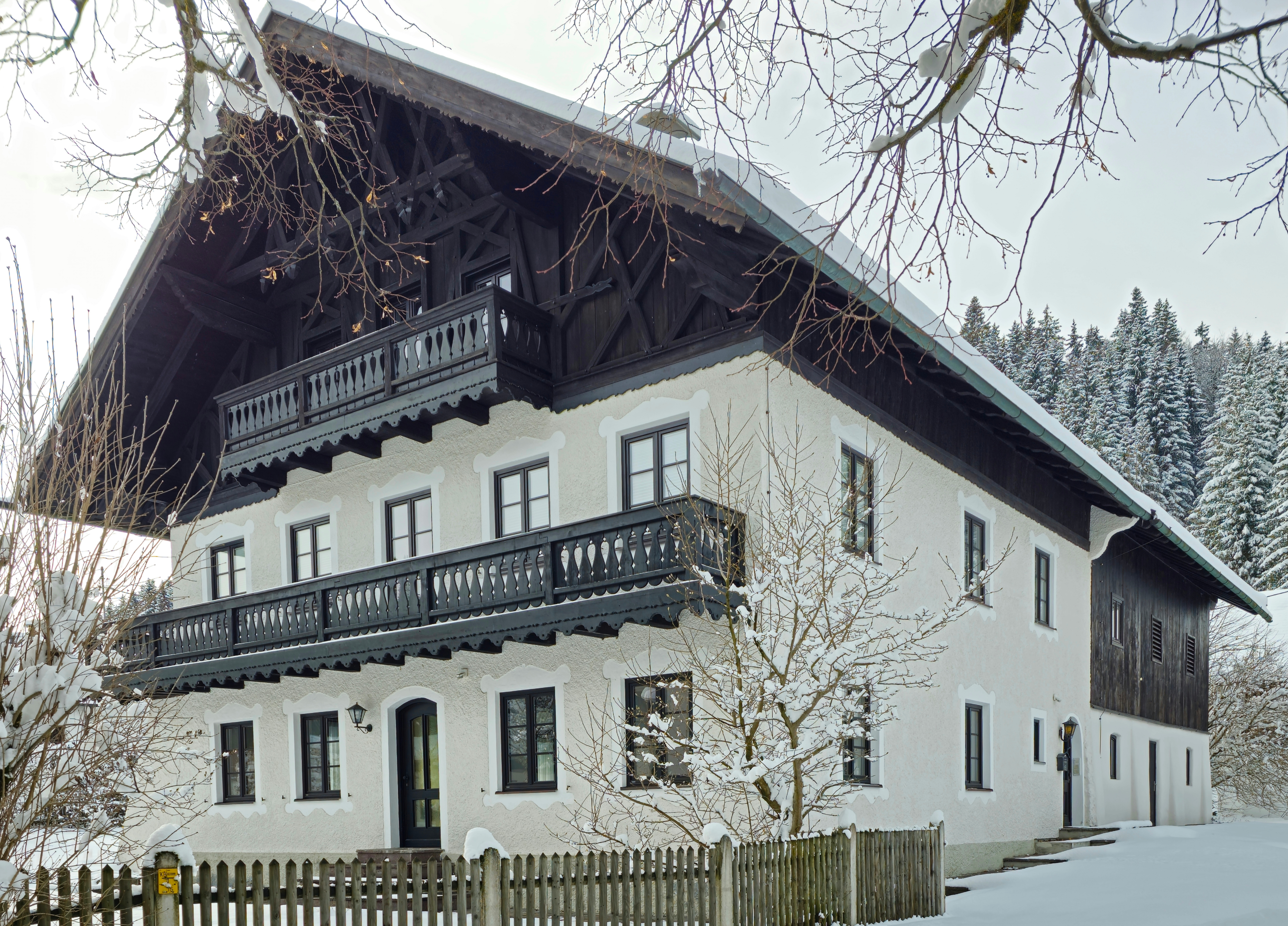
Elmauer Weg 2

## Persönlichkeiten
- Rolf Niczky (1881–1950), deutscher Maler, Grafiker und Illustrator
- Hugo Hodiener (1886–1945), österreichischer Landschaftsmaler
- Wilhelm Nonnenbruch (1887–1955), deutscher Arzt und Nephrologe